# Sint-Joriskathedraal (Lviv)
De Kathedraal van de Heilige Joris (Oekraïens: Собор святого Юра) is een in de stijlen van de late barok en rococo gebouwde kathedraal in Lviv, de historische hoofdplaats van Oekraïne. De kathedraal werd gebouwd in de jaren 1744-1762 op een heuvel waar al sinds de 13e eeuw een kerkgebouw staat. Gedurende de 19e en 20e eeuw diende de kathedraal als de moederkerk van de Oekraïense Grieks-Katholieke Kerk.

## Geschiedenis
Al sinds het jaar 1280, toen het gebied nog deel uitmaakte van het vorstendom Galicië-Wolynië, staat op de Sint-Jorisheuvel een kerkgebouw. Nadat de houten kerk en het fort waarbinnen de kerk stond werden vernietigd door Casimir III de Grote werd er een Byzantijnse basiliek gebouwd voor de lokale Oosters-orthodoxe Kerk. In juli 1700 werd het Unificatieverdrag van de eparchie van Lviv met de Heilige Stoel vanuit deze kerk geproclameerd toen bisschop Josef Sjoemljanski de Unie van Brest omarmde. De bouw van de huidige Joriskathedraal werd begonnen in 1746 en voltooid in 1762. Nadat de zetel van de metropoliet van de kerk in 1800 naar Lviv werd overgeheveld, werd de Joriskathedraal de belangrijkste kerk van de Oekraïense Grieks-katholieke Kerk.

## Sovjet-periode
Tijdens de Sovjet-periode brak voor de Oekraïense Grieks-katholieke Kerk een periode van zware vervolging aan. Na de Tweede Wereldoorlog besloot Jozef Stalin de Grieks-katholieke kerk volledig te elimineren. In 1945 werd aartsbisschop Josyf Slipyj gearresteerd en samen met de rest van de kerkelijke hiërarchie gedeporteerd naar Siberië. In 1946 haalde de Heilige Synode een streep door de Unie van Brest. Een nog jonge Volodymyr Sternjoek, de toekomstige aartsbisschop van de Oekraïense Grieks-katholieke Kerk, had zich verstopt in de kerk en hoorde de Heilige Synode het besluit uitspreken om de hele kerkprovincie Galicië te verenigen met de Russisch-Orthodoxe Kerk, evenals alle andere Grieks-katholieke parochies van Oekraïne. De Sint-Joriskathedraal werd daarna de hoofdkerk van het Russisch-orthodoxe diocees Lviv-Ternopil. De hoofdzetel van de Oekraïense Grieks-katholieke Kerk werd later verplaatst naar de Santa Sofia a Via Boccea in Rome.

## Teruggave
Met de perestrojka braken er voor de Oekraïense Grieks-katholieke Kerk betere tijden aan. De kerk begon nu de parochies terug te eisen die het eerder onder dwang had moeten afstaan. Op 12 augustus 1990 bezetten leden van de politieke partij Volksbeweging van Oekraïne de kathedraal om deze eis kracht bij te zetten. Twee dagen later volgde de erkenning van de overheid dat de eis van de Grieks-katholieke Kerk een gerechtvaardigde eis was en volgde teruggave van de kathedraal. Ter herdenking van de 400e verjaardag van de Unie van Brest werd de kathedraal in 1996 gerestaureerd. De restauratie van de kathedraal gaat echter nog steeds door.
In augustus 2005 werd de zetel van de grootaartsbisschop van de kerk verplaatst naar de hoofdstad Kiev. De kathedraal blijft echter een van de belangrijkste kerken van Oekraïne en is de hoofdkerk van de Oekraïense Katholieke eparchie van Lviv.

## Architectuur
De Sint-Joriskathedraal die ontworpen werd door de architect Bernard Meretin, verraadt zowel Westerse als traditionele Oekraïense invloeden van kerkarchitectuur. Het grote beeld van Sint Joris en de Draak boven de ingang op het dak van de kerk is van hand van de beeldhouwer Johann Georg Pinsel. Hij maakte ook de beelden van paus Leo de Grote en Sint Athanasius die boven de ingang flankeren. Het meest waardevolle relikwie van de kerk is een miraculeus 17e-eeuws icoon van de Moeder Gods. In de kerk bevinden zich de graftombes van Grieks-katholieke kardinalen, o.a. van Sylwester Sembratowicz, Andrej Sjeptitski Josyf Slipyj, Volodymyr Sternjoek, Myroslav Ivan Ljoebatsjivsky. Naast de Sint-Joriskathedraal behoort tot het complex ook een klokkentoren, een barok paleis voor de metropoliet, een kapittelhuis en een binnentuin.